# Bertreville
Bertreville település Franciaországban, Seine-Maritime megyében. Lakosainak száma 121 fő (2022. január 1.). Bertreville Bertheauville, Cany-Barville, Gerponville, Ouainville és Theuville-aux-Maillots községekkel határos.

## Népesség
A település népességének változása:
| Lakosok száma | 114  | 118  | 119  | 120  | 120  | 122  | 119  | 120  | 121  |
|               | 2013 | 2015 | 2016 | 2017 | 2018 | 2019 | 2020 | 2021 | 2022 |